# 28-я стрелковая дивизия (2-го формирования)
28-я стрелковая дивизия — воинское соединение Вооружённых Сил СССР в Великой Отечественной войне
Сформирована 27.12.1941 в Котласе (посёлок Лименда). Более трети её состава были выходцами из Коми АССР, также в составе было много бывших заключённых, отбывавших наказание в местных лагерях и колониях, и подавших просьбу о направлении на фронт.
В действующей армии с 20.04.1942 по 22.04.1945 года.
С 09.04.1942 года начала переброску в район Андреаполя и заняла позиции во втором эшелоне. В конце июля вышла на передовую на рубеж Ступино — Курьяково — Поречье. 23.08.1942 года вступила в бой на подступах к Великим Лукам. Принимала участие в Великолукской наступательной операции, Невельской операции, Городокской операции , Мадонской наступательной операции, Рижской операции, освобождении городов Великие Луки, Невель, Полоцк, Крустпилс, Себеж, Даугавпилс, Рига, Елгава, взятии Тильзита.
16.04.1945 года была переброшена под Бухарест, где и закончила войну.

## Полное название
28-я стрелковая Невельская Краснознамённая дивизия

## Подчинение
- Архангельский военный округ — на 01.04.1942
- Калининский фронт, 3-я ударная армия — с апреля 1942 года по 20.10.1943 года.
- 2-й Прибалтийский фронт, 3-я ударная армия — с 20.10.1943 года.
- 2-й Прибалтийский фронт, 22-я армия, 100-й стрелковый корпус — на 01.04.1944 года.
- 1-й Прибалтийский фронт, 4-я ударная армия, 100-й стрелковый корпус — на 01.07.1944 года.
- 2-й Прибалтийский фронт, 3-я ударная армия, 100-й стрелковый корпус — на 01.10.1944 года
- 2-й Прибалтийский фронт, 22-я армия, 100-й стрелковый корпус — на 01.01.1945 года.
- Ленинградский фронт, Курляндская группа войск, 22-я армия, 100-й стрелковый корпус — на 01.04.1945 года.

## Состав
- 88-й стрелковый полк
- 89-й стрелковый полк
- 144-й стрелковый полк
- 235-й стрелковый полк
- 112-й артиллерийский полк
- 414-й учебный батальон
- 56-й отдельный истребительно-противотанковый дивизион
- 98-й миномётный батальон (до 18.10.1942)
- 446-й пулемётный батальон (до 06.05.1943)
- 173-й отдельный зенитный артиллерийский дивизион
- 72-я отдельная разведывательная рота
- 67-й отдельный сапёрный батальон
- 577-й (119-й) отдельный батальон связи (486-я, 222-я отдельная рота связи)
- 134-й медико-санитарный батальон
- 500-я отдельная рота химической защиты
- 143-я автотранспортная рота
- 416-я полевая хлебопекарня
- 877-й дивизионный ветеринарный лазарет
- 1653-я полевая почтовая станция
- 1061-я полевая касса Госбанка

Перечень № 5 Стрелковых, горнострелковых, мотострелковых и моторизованных дивизий, входивших в состав действующей армии в годы Великой Отечественной войны 1941—1945 гг. / А. П. Покровский. — М.: Министерство обороны, 1956. — 218 с.

## Командиры
- полковник Шерстнёв, Григорий Иванович (27.12.1941 — 06.09.1942)
- полковник, с 27.01.1943 генерал-майор Князьков, Сергей Алексеевич (07.09.1942 — 12.03.1943)
- полковник, с 17.11.1943 - генерал-майор Букштынович, Михаил Фомич (13.03.1943 — 21.11.1943)
- генерал-майор Андрющенко, Михаил Фёдорович (22.11.1943 — 04.03.1944),
- подполковник Готовцев, Николай Васильевич (05.03.1944 — 20.03.1944)
- полковник, с 02.11.1944 генерал-майор Фёдоров, Василий Петрович (21.03.1944 — 17.11.1944)
- полковник Корнилов, Александр Дмитриевич (18.11.1944 — 09.05.1945)

## Начальники штаба
- полковник Соболев, Михаил Иванович
- майор Якушов, Александр Васильевич (январь 1942 — август 1942)

## Награды
- 7 октября 1943 года — почётное наименование «Невельская» — присвоено приказом Верховного Главнокомандующего от 7 октября 1943 года за отличие в боях за освобождение города Невель [1][2]
- 9 августа 1944 года — Орден Красного Знамени  — награждена указом Президиума Верховного Совета СССР от 9 августа 1944 года за образцовое выполнение заданий командования в боях с немецкими захватчиками, за овладение городами Даугавпилс (Двинск) и Резекне (Режица) и проявленные при этом доблесть и мужество.[3]

Награды частей дивизии:
- 112 артиллерийский Краснознамённый[4] полк.

## Отличившиеся воины
- Пелевин, Александр Васильевич, старший сержант, командир отделения 67-го отдельного сапёрного батальона[5].
- Пьянков, Анатолий Павлович, рядовой, стрелок 2 стрелковой роты 144 стрелкового полка[6].

## Газета
Выходила газета "Вперед". Редактор - майор Кузьмин Алексей Иванович (1913-?)